# HAT-P-1b
HAT-P-1b es un planeta extrasolar que orbita alrededor del sistema binario de estrellas ADS 16402, en la constelación de Lacerta, y se encuentra a 450 años luz de la Tierra. Fue descubierto por astrónomos del Smithsoniano en 2006 utilizando una red de pequeños telescopios automáticos conocida como Proyecto HATNet.

## Características
El HAT-P-1b es uno de los exoplanetas más grandes y uno de los menos densos. El HAT-P-1b es un gigante gaseoso y está constituido mayormente por hidrógeno y helio. Su órbita es la vigésima parte de la distancia que separa la Tierra del Sol y su periodo de traslación (una órbita completa) alrededor de su estrella es de 4,5 días. HAT-P-1b es 2.52 veces más voluminoso que Júpiter y, a pesar de su tamaño, solo posee la mitad de la masa que posee Júpiter. Robert Noyes, un astrofísico del Observatorio Astrofísico Smithsoniano, afirmó que "Si imagina que colocamos este planeta en un vaso de agua cósmico, flotaría".
El telescopio espacial Hubble, usando la cámara WFC3, ha encontrado agua en la atmósfera del exoplaneta HAT-P-1b.